# بسکتبال در المپیک تابستانی ۱۹۶۸ – ترکیب تیم‌های مردان
این مقاله فهرستی از ترکیب تیم‌های ملی بسکتبال مردان در بازی‌های المپیک تابستانی ۱۹۶۸ است.

## گروه A

### ایتالیا
The following players represented Italy:
- کارلو رکالکاتی
- انریکو بوونه
- گابریله ویانلو
- جانفرانکو لومباردی
- جانلوئیجی جسی
- گویدو کارلو گاتی
- جوستو پلانرا
- ماسیمو کوسملی
- ماسیمو ماسینی
- اوتورینو فلابورئا
- پائولا ویتوری
- سائورو بوفالینی

### پاناما
The following players represented Panama:
- کالیکستو مالکوم
- دیویس پرالتا
- الیسر الیس
- ارنستو آگارد
- فرانسیسکو چکا
- خولیو اوسوریو
- لوئیس سینکلایر
- نیکلاس آلوارادو
- نوریس وب
- پدرو ریواس
- پرسیبال بلادس
- رامون ریس

### فیلیپین
The following players represented the Philippines:
- Jun Papa
- Alberto Reynoso
- Alfonso Márquez
- Danny Florencio
- Ed Ocampo
- Elias Tolentino
- Jimmy Mariano
- Joaquín Rojas
- Orly Bauzon
- Renato Reyes
- Robert Jaworski
- Rogelio Melencio

### پورتوریکو
The following players represented Puerto Rico:
- Adolfo Porrata
- Alberto Zamot
- Ángel Cancel
- Francisco Córdova
- Jaime Frontera
- Mariano Ortiz
- Raymond Dalmau
- Rubén Adorno
- Teo Cruz
- Tomás Gutiérrez
- Bill McCadney
- Joe Hatton

### سنگال
The following players represented Senegal:
- Alioune Badara Guèye
- Babacar Seck
- Boubacar Traoré
- Cheikh Amadou Fall
- Claude Constantino
- Claude Sadio
- Doudas Leydi Camara
- Moussa Sène
- Moussa Narou N'Diaye
- Papa Malick Diop
- Babacar Dia
- Mansour Diagne

### اسپانیا
The following players represented Spain:
- آلفونسو مارتینس
- آنتونیو ناوا
- کلیفورد لویک
- امیلیانو رودریگس
- انریکه مارگال
- فرانسیسکو بوسکاتو
- خسوس کودینا
- خوسه ساگی-ولا
- خوان آنتونیو مارتینس
- لورنسو آلوسن
- لوئیس کارلوس سانتیاگو سابالتا
- ویسنته راموس سسیلیو

### ایالات متحده آمریکا
The following players represented the United States:
- جان کلاوسون
- کن اسپین
- جو جو وایت
- مایک بارت
- اسپنسر هیوود
- چارلی اسکات
- بیل هاسکت
- کلوین فاولر
- مایک سلمن
- گلین سولترز
- جیم کینگ
- دان دی

### یوگسلاوی
The following players represented Yugoslavia:
- آلیوشا ژورگا
- رادیووی کوراچ
- زوران مارویویچ
- ترایکو رایکوویچ
- ولادیمیر اسوتکوویچ
- دراگوسلاو راژناتوویچ
- ایوو دانئو
- کرشیمیر چوسیچ
- دامیر شولمان
- نیکولا پلچاش
- دراگوتین چرماک
- پتار اسکانسی

## گروه B

### برزیل
The following players represented Brazil:
- انتونیو سالوادور سوکار
- کارلوس دومینگو ماسونی
- رزا برانکا
- Celso Scarpini
- Hélio Rubens Garcia
- Zé Geraldo
- خوزه ادوار سیمیوس
- José Aparecido
- Luiz Menon
- سرجیو تولدو ماچادو
- اوبیراتان پریرا ماکیل
- ولمیر مارکز

### بلغارستان
The following players represented Bulgaria:
- Boycho Branzov
- Dimitar Sakhanikov
- Emil Mikhaylov
- Georgi Khristov
- Ivaylo Kirov
- Khristo Doychinov
- Mincho Dimov
- Pando Pandov
- Slavey Raychev
- Stanislav Boyadzhiev
- Stefan Filipov
- Valentin Spasov

### کوبا
The following players represented Cuba:
- Carlos del Pozo
- César Valdés
- کونرادو پرس
- فرانکلین استاندارد
- Inocente Cuesta
- Jacinto González
- میگل کالدرون گومس
- Miguel Montalvo
- Pablo García
- پدرو چاپه
- رافائل کانیه‌سارس
- روپرتو اررا تابیو

### مکزیک
The following players represented Mexico:
- آلخاندرو گوسمان
- آنتونیو آیالا
- آرتورو گررو
- کارلوس کینتانار
- فرناندو تیسکارنیو
- جان هاچ
- لوئیس گراخدا
- مانوئل راگا
- میگل آریانو
- اسکار آسیاین
- رافائل اردیا
- ریکو پونتویانه

The following players represented Mexico:

### مراکش
The following players represented Morocco:
- عبدالجبار بلکناوی
- محمد العلوی
- عبدالواحد بن سیامار میمون
- عبدالرحمن صبار
- عبدالرئوف الغریسی
- علال بلقاید
- فاروق الدیوری
- فتح‌الله البوعزاوی
- خلیل الیمانی
- مختار سید
- مولای احمد ریاض
- نورالدین الشرادی

### لهستان
The following players represented Poland:
- Adam Niemiec
- Andrzej Kasprzak
- Bohdan Likszo
- Bolesław Kwiatkowski
- Czesław Malec
- Edward Jurkiewicz
- Grzegorz Korcz
- Henryk Cegielski
- Kazimierz Frelkiewicz
- Mieczysław Łopatka
- Włodzimierz Trams
- Andrzej Pasiorowski

### کره جنوبی
The following players represented South Korea:
- چوی جونگ-گیو
- ها اوی-گون
- کیم این-کون
- کیم مو-هیون
- کیم یونگ-ایل
- گواک هیون-چائه
- لی بیونگ-گو
- لی این-پیو
- پارک هان
- شین دونگ-پا
- یو هوی-هیونگ

### شوروی
The following players represented the Soviet Union:
- آناتولی کریکون
- مودستاس پاولاوسکاس
- زوراب ساکاندلیدزه
- وادیم کاپرانوف
- یوری سلیخوف
- آناتولی پولیوودا
- سرگی بلوف
- پریت تومسون
- سرگی کووالنکو
- گنادی وولنوف
- یاک لیپسو
- ولادیمیر اندریف